# Sniper: Ghost Shooter
Série Sniper
Sniper 5 : L'Héritage
(2014) Sniper: Ultimate Kill (en)
(2017)
Pour plus de détails, voir Fiche technique et Distribution.
Sniper: Ghost Shooter ou Sniper 6 : Tireur Fantôme  au Québec est un film d'action et thriller américain réalisé par Don Michael Paul, sorti le 2 août 2016.
Il s'agit du 6e volet de la série de films Sniper.

## Synopsis
Les snipers d'élite Brandon Beckett et Richard Miller sont chargés de protéger un industriel contre des terroristes cherchant à faire passer un message. Mais une fois sur place, les snipers sont attaqués par un tireur invisible qui connaît leur position exacte, leurs déplacements, tout sur eux. Y a-t-il une taupe parmi eux qui donne des informations à l'ennemi ?

## Fiche technique
Sauf indication contraire ou complémentaire, les informations mentionnées dans cette section proviennent de la base de données IMDb.
- Titre original : Sniper : Ghost Shooter
- Titre québécois : Sniper 6 : Tireur Fantôme
- Réalisation : Don Michael Paul
- Scénario : Chris Hauty
- Montage : Cameron Hallenbeck
- Décor : Asen Bozilov
- Casting : Jeff Gerrard et Gillian Hawser
- Costume : Olga Mekikchieva
- Producteur exécutif : Cherise Honey
- Société de production : UFO International Productions
- Société de Distribution : Sony Pictures Home Entertainment et Stage Six Films
- Budget : 3 000 000 $ (estimation)[2]
- Pays de production :  États-Unis
- Langue : anglais, arabe

Durée : 100 minutes environ
- Dates de sortie : 
  - États-Unis : 2 septembre 2016
  - Allemagne : 25 septembre 2016
  - Suède : 3 octobre 2016
- Classification : Restricted R : Les mineurs de moins de 17 ans (aux États-Unis)

## Distribution
- Chad Michael Collins : Brandon Beckett
- Billy Zane : Richard Miller
- Dennis Haysbert (VFB : Claudio Dos Santos) : le Colonel
- Stephanie Vogt : Robin Slater
- Nick Gomez : Miguel Cervantes
- Presciliana Esparolini : Gina Aungst
- Nigel Barber : Killian Grun
- Enoch Frost : Sgt Joe Barnes
- Velislav Pavlov : Gazakov

## Tournage
- Bulgarie
- Istanbul, Turquie